# Championnats du monde de cross-country 1979
Navigation
Édition précédente Édition suivante
Les 7e Championnats du monde de cross-country IAAF  se déroulent le 25 mars 1979 à Limerick en Irlande.

## Résultats

### Cross long hommes

#### Individuel
| Médaille | Athlète                    | Temps       |
| Or       | John Treacy (IRL)          | 37 min 20 s |
| Argent   | Bronisław Malinowski (POL) | 37 min 29 s |
| Bronze   | Aleksandr Antipov (URS)    | 37 min 30 s |

#### Équipes
| Médaille | Athlètes | Points  |
| Or       | Angleterre Julian Goater (9e) Mike McLeod (14e) Andy Holden (20e) Nick Rose (21e) Bernie Ford (22e) Nick Lees (33e)                                   | 119 pts |
| Argent   | Irlande John Treacy (1e) Danny McDaid (11e) Gerry Deegan (43e) Mick O'Shea (46e) Donal Walsh (47e) Tony Brien (50e)                                   | 198 pts |
| Bronze   | Union soviétique Aleksandr Antipov (3e) Leonid Moseyev (18e) Yuriy Mikhailov (35e) Enn Sellik (38e) Aleksandr Fedotkin (48e) Vladimir Merkushin (68e) | 210 pts |

### Course juniors hommes

#### Individuel
| Médaille | Athlète               | Temps       |
| Or       | Eddy de Pauw (BEL)    | 23 min 02 s |
| Argent   | Steve Binns (ENG)     | 23 min 09 s |
| Bronze   | Ildar Denikeyev (URS) | 23 min 20 s |

#### Équipes
| Médaille | Athlètes   | Points |
| Or       | Espagne    | 57 pts |
| Argent   | Angleterre | 74 pts |
| Bronze   | URSS       | 75 pts |

### Cross long femmes

#### Individuel
| Médaille | Athlète               | Temps       |
| Or       | Grete Waitz (NOR)     | 16 min 48 s |
| Argent   | Raisa Smekhnova (URS) | 17 min 14 s |
| Bronze   | Ellison Goodall (USA) | 17 min 18 s |

#### Équipes
| Médaille | Athlètes                                                                                               | Points |
| Or       | États-Unis Ellison Goodall (3e) Jan Merrill (7e) Julie Shea (8e) Margaret Groos (11e)                  | 29 pts |
| Argent   | Union soviétique Raisa Smekhnova (2e) Svetlana Ulmasova (5e) Giana Romanova (12e) Raisa Belusova (29e) | 48 pts |
| Bronze   | Angleterre Ann Ford (9e) Penny Yule (15e) Paula Fudge (17e) Regina Joyce (27e)                         | 68 pts |